# Choudrant
Choudrant – wieś w Stanach Zjednoczonych, w stanie Luizjana, w parafii Lincoln.